# سکوالس
سکوالس (به ایتالیایی: Sequals) یک کومونه در ایتالیا است که در استان پوردنونه واقع شده‌است. سکوالس ۲۸٫۰ کیلومتر مربع مساحت و ۲٬۲۵۸ نفر جمعیت دارد و ۲۲۶ متر بالاتر از سطح دریا واقع شده‌است.

## خواهرخوانده
شهر ریپا تیاتینا خواهرخواندهٔ سکوالس هست.